# Індо-арабська система числення
І́ндо-ара́бська' або інді́йська систе́ма чи́слення' є позиційною десятковою системою числення розроблена у 1—4 століттях індійськими математиками. Цифри виникли в Індії і в 10—13 ст. були занесені в Європу арабами, через що часто згадуються як «ара́бські».
Уперше поза межами Хіндустану їх використали у 9 столітті — перський мусульманський математик Аль-Хорезмі у своїй книзі 825 року «Про лічбу з цифрами хінді» та арабський математик Аль-Кінді у праці 830 року «Про використання індійського рахунку».
Уклад складають десять знаків: 0 1 2 3 4 5 6 7 8 9, за допомогою яких у десятковій системі числення можна записати будь-яке число.

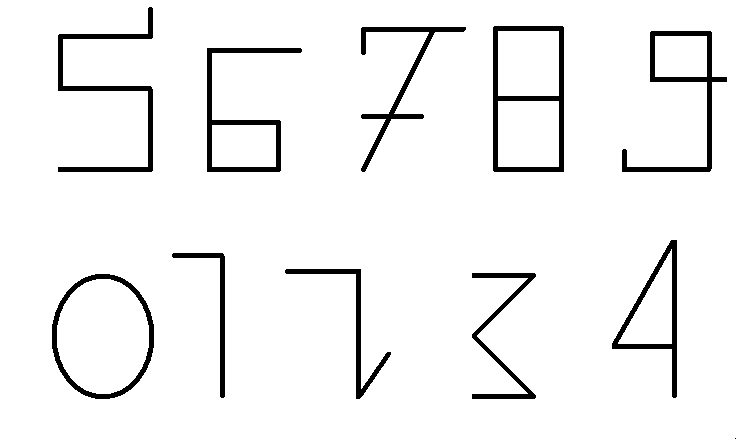
Існує ряд міфів щодо походження форми цифр, які були популярні в літератури ще в 18-19 століттях. Одним з таких міфів є те, що початково кількість кутів у цифрі відповідала її числовому значенню

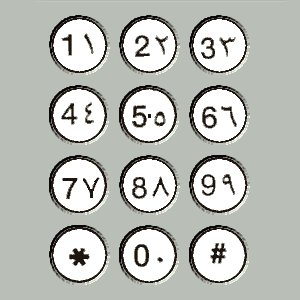
Арабська телефонна клавіатура з арабськими (індо-арабськими) та східноарабськими цифрами

## Походження
Індо-арабські цифри було винайдено в Індії, у межах абетки Брахмі, від якої походять усі сучасні абетки Індостану, та пізніше запозичено мусульманськими науковцями, які, зокрема, перський математик Аль-Хорезмі, називали їх «Індійськими». Знаки та спосіб їх використання західна наука запозичила у східних математиків (рівень математики арабських країн на той час був вищим, ніж у Європі). Система поширилася усією Європою у часи пізнього Високого Середньовіччя. Індійські математики користувалися дещо іншими знаками — ті символи, якими користуємось ми утворилися внаслідок тривалих перетворень їхнього первісного вигляду. Цифри, які називають індо-арабськими, відрізняються від тих, якими нині користуються в арабських та індійських країнах.

## Особливості
Особливістю арабської системи цифр є позиційна десяткова система числення — вага кожної цифри визначається положенням у числі. Наприклад, у числі 38235 є дві цифри 3, однак вони відрізняються за значенням — цифра 38235 означає три десятки, а цифра 38235 — тридцять тисяч.
До запозичення арабських цифр європейці користувались римською системою, де десятки, сотні і тисячі позначались окремими знаками, а також не було знаку на позначення нуля.
Нуль — друга особливість арабської системи цифр. Є дані, які вказують, що шумери використовували у своїй шістдесятковій системі числення знак, що мав зміст нуля. Однак знайдено лише кілька записів, що містять цей знак. У арабській системі нуль є важливим елементом, оскільки при позиційній системі числення недопустимим є пропуск розряду.

## Різновиди
Індо-арабські цифри мають багато місцевих різновидів. В арабських країнах знаки цифр мають іншу форму, але особливо багато різновидів цифр в Індії, Тибеті та Південно-Східній Азії, де майже кожна система письма має свій набір знаків для цифр. Варто зазначити, що, хоча в різних системах письма знаки цифр можуть мати різну форму, проте їх принци залишається таким же, як і в загальнопоширених західноарабських цифрах.
| Арабські цифри, які використовують в арабських країнах Африки (крім Єгипту) і в Європі | 0 | 1 | 2 | 3 | 4 | 5 | 6 | 7 | 8 | 9 |
| -------------------------------------------------------------------------------------- | - | - | - | - | - | - | - | - | - | - |
| Індо-арабські цифри, які використовують в арабських країнах Азії та в Єгипті           | ٠ | ١ | ٢ | ٣ | ٤ | ٥ | ٦ | ٧ | ٨ | ٩ |
| Перські цифри                                                                          | ۰ | ۱ | ۲ | ۳ | ۴ | ۵ | ۶ | ۷ | ۸ | ۹ |
| Індійські цифри (у письмі деванаґарі), які використовують в Індії                      | ० | १ | २ | ३ | ४ | ५ | ६ | ७ | ८ | ९ |
| Цифри в письмі гуджараті                                                               | ૦ | ૧ | ૨ | ૩ | ૪ | ૫ | ૬ | ૭ | ૮ | ૯ |
| Цифри в письмі ґурмукхі                                                                | ੦ | ੧ | ੨ | ੩ | ੪ | ੫ | ੬ | ੭ | ੮ | ੯ |
| Цифри в бенгальському та ассамському письмі                                            | ০ | ১ | ২ | ৩ | ৪ | ৫ | ৬ | ৭ | ৮ | ৯ |
| Цифри в письмі орія                                                                    | ୦ | ୧ | ୨ | ୩ | ୪ | ୫ | ୬ | ୭ | ୮ | ୯ |
| Цифри в письмі телугу                                                                  | ౦ | ౧ | ౨ | ౩ | ౪ | ౫ | ౬ | ౭ | ౮ | ౯ |
| Цифри в письмі каннада                                                                 | ೦ | ೧ | ೨ | ೩ | ೪ | ೫ | ೬ | ೭ | ೮ | ೯ |
| Цифри в письмі малаялам                                                                | ൦ | ൧ | ൨ | ൩ | ൪ | ൫ | ൬ | ൭ | ൮ | ൯ |
| Цифри в тамільському письмі                                                            | ೦ | ௧ | ௨ | ௩ | ௪ | ௫ | ௬ | ௭ | ௮ | ௯ |
| Цифри в тибетському письмі                                                             | ༠ | ༡ | ༢ | ༣ | ༤ | ༥ | ༦ | ༧ | ༨ | ༩ |
| Цифри в бірманському письмі                                                            | ၀ | ၁ | ၂ | ၃ | ၄ | ၅ | ၆ | ၇ | ၈ | ၉ |
| Цифри в тайському письмі                                                               | ๐ | ๑ | ๒ | ๓ | ๔ | ๕ | ๖ | ๗ | ๘ | ๙ |
| Цифри в кхмерському письмі                                                             | ០ | ១ | ២ | ៣ | ៤ | ៥ | ៦ | ៧ | ៨ | ៩ |
| Цифри в лаосському письмі                                                              | ໐ | ໑ | ໒ | ໓ | ໔ | ໕ | ໖ | ໗ | ໘ | ໙ |

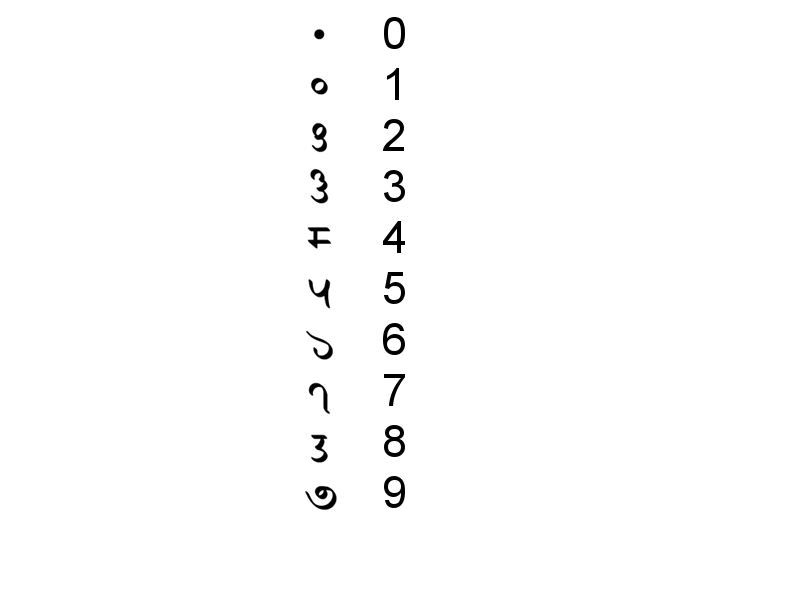
Цифри в письмі шарада
Астрологічні цифри в сингальському письміАстрологічні цифри в сингальському письмі
Цифри в письмі мейтей маєк (маніпурі).Цифри в письмі мейтей маєк (маніпурі).